# Dolmen von Laverré

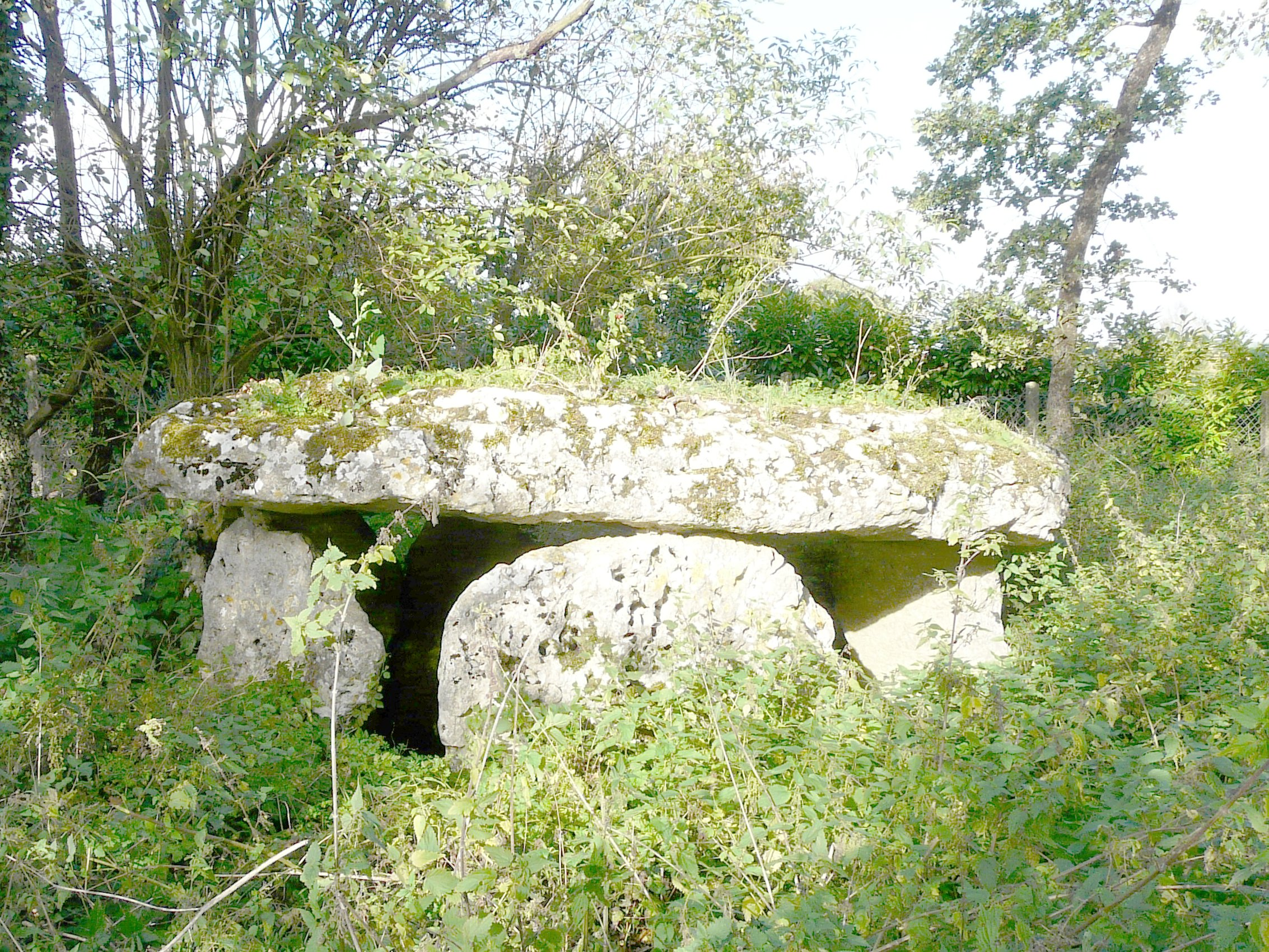
Dolmen von Laverré

Der Dolmen von Laverré (auch La Pierre-Levée (Aslonnes) genannt) liegt etwa einen Kilometer südlich des Dorfes Roches-Prémarie-Andillé, östlich von Laverré bei Aslonnes im Département Vienne in Frankreich. Der Dolmen liegt hinter einem einsamen Haus nordwestlich der Straße. Der lichte Baumbestand ist vielleicht der Überrest eines bewachsenen Tumulus um den rechteckigen Dolmen. Dolmen ist in Frankreich der Oberbegriff für neolithische Megalithanlagen aller Art (siehe: Französische Nomenklatur).
Der große Deckstein liegt auf einer Kammer von 3,5 × 2,5 m, die auf den Langseiten, zwei Seitensteine, zwei Endsteine; davon einen am östlichen Ende hat, wo der Eingang liegt.
Der Dolmen ist seit 1889 als Monument historique eingestuft.
In der Nähe liegt der Andillé Dolmen.